# Nana (film, 1944)
A Nana 1944-ben bemutatott spanyol nyelvű mexikói film Celestino Gorostiza és Roberto Gavaldón rendezésében, Émile Zola Nana című regénye alapján.
Nana egy 19. századi francia prostituált.

## Főszereplők
- Lupe Vélez – Nana
- Miguel Angel Ferríz – Muffat gróf
- Luis Alcoriza – De Fauchery
- Chela Castro – Rosa Mignon
- Crox Alvarado – Fontan
- Elena D'Orgaz – Satin
- José Baviera – Vandœuvres grófja